# Kvæsthusgade
Kvæsthusgade er en gade i Indre By i København, der går fra Nyhavn i syd til Sankt Annæ Plads ved Kvæsthusbroen i nord. Det meste af den østlige side af gaden udgøres af bagsiden af Skuespilhuset. På det vestlige side holder Dansk Sygeplejeråd til i det gamle militærhospital Kvæsthuset, som gaden er opkaldt efter.

## Historie
Gaden er opkaldt efter militærhospitalet Kvæsthuset, der blev flyttet til stedet i 1680. Hospitalet blev oprindeligt oprettet i nærheden af Holmens Kirke i 1618. Det blev flyttet til Gothersgade i 1628 og til Sejlhuset på Bremerholm i 1658. I 1668 blev det flyttet til Børnehuset på Christianshavn og i 1675 til Guldhuset i Rigensgade.
Navnet Kvæsthuset kom til i forbindelse med indvielsen af den nye bygning for institutionen på hjørnet af de nuværende Kvæsthusgade og Sankt Annæ Plads i 1685. Den var tegnet af Hans van Steenwinckel den yngste. Institutionen blev senere delt i et Søkvæsthus for flåden, der blev i den gamle bygning, og et Landkvæsthus for hæren, der overtog den tidligere Ladegården ved den nuværende Rosenørns Allé. Flådens hospital flyttede til Søkvæsthuset på Christianshavn i 1777. Bygningen på Kvæsthusgade blev derefter benyttet som pakhus for tekstiler, der ankom til København med skib. I 1827 blev bygningen omdannet til kaserne. I 1872 blev den overtaget af rederiet DFDS. Nu holder Dansk Sygeplejeråd til her.
Området på den østlige side af gaden fungerede i sin tid som kaj. I 1849-1850 blev den forlænget med Kvæsthusbroen.

## Bygninger
Den treetages hjørneejendom Kvæsthusgade 1 / Nyhavn 69 blev opført for J.P. von Osten i 1884-1886. Bygningen fungerede senere som hovedkontor for Em. Z. Svitzers Bjergnings-Entreprise, og en dykkerhjelm er opsat på facaden mod Kvæsthusgade som symbol på det.
Den Zinnske Gård i nr. 3 er fra 1751 og tilhørte medlemmer af den rige Zinn-familie i mere end 150 år. Nr. 5 blev oprindeligt opført i to etager for den kongelige vinkyper Ph. Jacob Zalathe i 1736. Den blev forhøjet med yderligere to etager i 1845. Nr. 3 og 5 blev begge fredede i 1959.